# Bramkamper Bach
Der Bramkamper Bach  ist ein Fluss in Diepenau im niedersächsischen Landkreis Nienburg. 
Seine Quelle liegt südöstlich von Lavelsloh an der Landesgrenze zu Nordrhein-Westfalen. Von dort fließt er weitgehend in nördlicher Richtung, zwischen Nordel und Essern und dann westlich von Bramkamp. 
Der Bramkamper Bach mündet auf einer Höhe von 41 Metern westlich von Steinbrink in die Kleine Wickriede.